# Liste des musées du département du Jura

Le département du Jura en rouge sur la carte

La liste des musées du département du Jura présente les musées du département français du Jura.

## LabelMusée de France
Le département compte plusieurs musées possédant le label Musée de France dont le Musée de l'Abbaye - donations Guy Bardone, René Genis à Saint Claude, le musée de la vigne et du vin et le musée Sarret de Grozon à Arbois, le musée des beaux-arts de Dole, le musée des beaux-arts et d'archéologie de Lons-le-Saunier, le musée de la lunette de Morez ou encore les salines de Salins-les-Bains.

## Liste
| Nom du musée                                            | Commune             | Adresse                                                            | Coordonnées                      | Thèmes                    | Labels                                                              | Dateouverture | Datefermeture | Fréq.         | Illustration    |
| ------------------------------------------------------- | ------------------- | ------------------------------------------------------------------ | -------------------------------- | ------------------------- | ------------------------------------------------------------------- | ------------- | ------------- | ------------- | --------------- |
| Musée de la vigne et du vin du Jura                     | Arbois              | Château Pécauld BP 41 39600 Arbois                                 | 46° 54′ 13″ nord, 5° 46′ 30″ est | Vigne et vin              | Label Musée de France · Inscrit MH (1988)                           | 1993          |               | 6 371 (2013)  |                 |
| Musée Sarret-de-Grozon                                  | Arbois              | Grande Rue 39600 Arbois                                            | 46° 54′ 09″ nord, 5° 46′ 28″ est | Art franc-comtois         | Label Musée de France                                               |               |               | 2 293 (2013)  | Image manquante |
| Salines                                                 | Salins-les-Bains    |                                                                    | 46° 56′ 17″ nord, 5° 52′ 32″ est | Salines                   | Label Musée de France · Classé MH (1957, 2009) · Patrimoine mondial |               |               |               |                 |
| Musée de la lunette                                     | Morez               | Place Jean-Jaurès 39400 Morez                                      | 46° 31′ 14″ nord, 6° 01′ 21″ est | Lunettes                  | Label Musée de France                                               | 2003          |               | 14 622 (2007) | Image manquante |
| Musée des beaux-arts et d'archéologie                   | Lons-le-Saunier     | Place Philibert-de-Chalon Lons-le-Saunier !                        | 46° 40′ 33″ nord, 5° 33′ 12″ est | Sculptures, peintures     | Label Musée de France                                               | 1817          |               |               |                 |
| Musée des beaux-arts                                    | Dole                |                                                                    | 47° 05′ 35″ nord, 5° 29′ 26″ est | Sculptures, peintures     | Label Musée de France                                               | 1821          |               |               |                 |
| Musée du jouet                                          | Moirans-en-Montagne |                                                                    | 46° 25′ 58″ nord, 5° 43′ 37″ est | Jouets                    |                                                                     | 1989          |               |               | Image manquante |
| Maison de Louis Pasteur à Arbois                        | Arbois              | 83, rue de Courcelles Arbois                                       | 46° 54′ 23″ nord, 5° 46′ 11″ est | Louis Pasteur             | Classé MH                                                           |               |               |               |                 |
| Maison du Bois et de la Forêt                           | Mouchard            | 2, rue du Square-Alixant Mouchard                                  | 46° 58′ 33″ nord, 5° 47′ 48″ est | Bois et forêt             |                                                                     |               |               |               |                 |
| Musée Paul-Émile-Victor                                 | Prémanon            | 1, rue de la Sambine 39220 Prémanon                                | 46° 27′ 39″ nord, 6° 01′ 47″ est | Régions polaires          |                                                                     |               |               |               | Image manquante |
| Maison de Louis Pasteur à Dole                          | Dole                | 43, rue Pasteur Dole                                               | 47° 05′ 31″ nord, 5° 29′ 44″ est | Louis Pasteur             | Classé MH                                                           |               |               |               |                 |
| Musée de l'abbaye - donations Guy Bardone et René Genis | Saint-Claude        | 3, place de l'abbaye 39200 Saint-Claude                            | 46° 23′ 10″ nord, 5° 51′ 56″ est | Beaux-arts et archéologie | Label Musée de France · Classé MH                                   | 2008          |               | 11 000        |                 |
| Musée de la Pipe et du Diamant                          | Saint-Claude        | 1, place Jacques-Faizant 39200 Saint-Claude                        | 46° 23′ 14″ nord, 5° 51′ 58″ est | Pipes et diamants         |                                                                     | 1966          |               |               |                 |
| Musée du ski                                            | Les Rousses         | 705, route des Rousses-d'Amont 39220 Les Rousses                   | 46° 29′ 37″ nord, 6° 03′ 58″ est | Ski                       |                                                                     |               |               |               | Image manquante |
| Musée des machines à nourrir et courir le monde         | Clairvaux-les-Lacs  | Zone industrielle en Beria, Route de Lons 39130 Clairvaux-les-Lacs | 46° 35′ 07″ nord, 5° 44′ 19″ est | Maquettes                 |                                                                     |               |               |               |                 |